# Émilie Tronche
Émilie Tronche (* 1996 in Paris) ist eine französische Regisseurin und Drehbuchautorin von Animationsfilmen. Sie ist die Autorin der Fernsehserie Samuel auf Arte.

## Leben
Nach dem französischen Abitur (Baccalauréat) besuchte Émilie Tronche 2014 die Kunst- und Animationshochschule Atelier de Sèvres, bevor sie von 2015 bis 2019 eine Ausbildung in Animationsfilm an der École des métiers du cinéma d'animation in Angoulême absolvierte. Dort drehte sie unter anderem den Abschlusskurzfilm Tour de main. Danach beteiligte sie sich an der Kurzfilmkollektion für Absolventen En sortant de l'école. So realisierte sie ihren ersten Kurzfilm unter realen Produktionsbedingungen im Jahr 2020, indem sie das Gedicht Promenade Sentimentale von Paul Verlaine adaptierte.
Da sie sie den Film Promenades Sentimentales etwas früher als geplant fertiggestellt hatte, nutzte sie die Studioausrüstung und drehte in fünf Tagen einen einfacheren Kurzfilm. So entstand die Figur des zehnjährigen Samuel, der beim Schreiben seines Tagebuchs Momente aus seinem Leben in der Ich-Perspektive schildert. Émilie Tronche stellte den ersten Kurzfilm Samuel im Juni 2020 auf Instagram und Facebook online.
Der Produzent Damien Megherbi entdeckte den ersten Samuel-Kurzfilm im Internet und schlug Émilie Tronche vor, die Abenteuer der Figur Samuel für eine Online-Serie weiterzuentwickeln. So entstand die Serie Samuel, die der Fernsehsender Arte ab dem 8. März 2024 auf seiner Website ausstrahlte. Mit mehr als 25 Millionen kumulierten Aufrufen in den ersten zwei Monaten der Ausstrahlung wurde die Serie zu einem Erfolg bei Kritikern und Zuschauern.

## Preise und Auszeichnungen
- 2021: Lagardère-Stipendium für Animationsfilmautoren[8]
- 2024: Pierre-Chevalier-Preis für Emilie Tronche und ihr Produzent (vergeben am Rande der Internationalen Filmfestspiele von Cannes 2024)[9]

## Filmografie

### Kurzfilme
- 2019: Tour de main
- 2020: Promenades sentimentales

### Animationsserien
- 2024: Samuel